# Leucostoma acirostre
Leucostoma acirostre là một loài ruồi trong họ Tachinidae.